# 陶器指南
『陶器指南』（とうきしなん）は江戸時代の京の陶工、欽古堂亀祐（きんこどうかめすけ）が著わした陶法書。この本は文政13年（1830年）に陶家の秘録としてではなく、公開出版された日本最初の焼き物の技法書で江戸日本橋、尾張名古屋、大阪心斎橋、京都四条通烏丸、京都室町所在の各書林より発刊された。

## 内容
本は横本全1巻で、可亭道人（羽倉可亭）の出版2年前に当たる文政11年（1828年）に書かれた漢文の序文がある。内容は五十項目に分けられ、末尾に「スベテ焼モノ多シ、コノ小冊ニ、モレタルモアルトイエトモ、クワシクアラワスニ、ヲナジ理ナリ、大略ヲ出ス」と記し、当時の陶法を網羅している事を示している。
項目は
- 原石（磁石、陶土）
- 中国古陶磁
- ロクロ
- 素焼窯
- 諸窯道具
- 南京窯
- 青磁薬
- 絵薬
- 青磁や磁器の地土
- 本窯内の積み方
- 本窯内の薬加減
- 錦焼の仕方及び窯
- 交趾焼
- 土焼薬の産地
- 土焼本窯
- 三島焼、古信楽、萩焼

等の陶法にわたっている。

## 参考資料
- 金田真一『欽古堂亀祐著『陶器指南』里文出版、1985年